# Vườn quốc gia Quần đảo Amami
Vườn quốc gia Quần đảo Amami (奄美群島国立公園 Amami Guntō Kokuritsu Kōen) là một vườn quốc gia nằm ở tỉnh Kagoshima, Nhật Bản. Được thành lập vào năm 2017, vườn quốc gia này có diện tích 75.263 hecta, trong đó có 42.181 hecta là đất liền và phần còn lại là vùng biển xung quanh. Vườn quốc gia bao gồm các khu vực tự nhiên của đảo Tokunoshima, Kikai, Amami, Yoron, Okinoerabujima, Ukejima, Kakeromajima và Yoroshima.

## Lịch sử
Vào ngày 15 tháng 2 năm 1974, Quốc định Vườn quốc gia Quần đảo Amami được thành lập trên đảo Amami Ōshima. Đến ngày 7 tháng 3 năm 2017, vườn quốc gia Quần đảo Amami được thành lập trên cơ sở toàn bộ diện tích của quốc định vườn quốc gia trước đó. Về mặt hành chính, nó thuộc các đô thị Amagi, Amami, China, Isen, Kikai, Setouchi, Tatsugō, Tokunoshima, Uken, Wadomari, Yamato, và Yoron.
Việc thành lập các vườn quốc gia là Amami và Yanbaru là một phần trong những nỗ lực để Amami Ōshima, Tokunoshima, phía bắc đảo Okinawa và Iriomotejima được UNESCO công nhận là Di sản thế giới vào năm 2021.
Trung tâm Động vật hoang dã Amami do Bộ Môi trường Nhật Bản quản lý nhằm bảo vệ và bảo tồn hệ sinh thái tự nhiên của quần đảo Amami.

## Động thực vật
Vườn quốc gia này có các rạn san hô, rừng ngập mặn và bãi bùn ven biển. Một hệ sinh thái độc đáo đã phát triển với các loài đặc hữu và bị đe dọa như thỏ Amami, chuột cầu gai Lưu Cầu, Giẻ cùi Amami, Oanh Lưu Cầu, ếch Ishikawa, cá cóc sần Anderson, Cú mèo Lưu Cầu.
Amami Ōshima và Kakeromajima được bao phủ bởi các khu rừng gỗ cứng cận nhiệt đới như Castanopsis sieboldii và Neolitsea aciculata. Tại đây có thảm thực vật quý giá cùng với các rạn san hô, rừng ngập mặn ở cửa sông Katsushi. Cảnh quan rất đáng chú ý với những bãi biển và vịnh nhỏ.
Tokunoshima là một hòn đảo đá vôi có hang động biển tự nhiên được tạo ra bởi sự xói mòn. Trên đảo là núi Inokawa được biết đến như một kho tàng thực vật đặc hữu bao gồm cả dương xỉ. Trong khi đó Okinoerabujima là nơi quy tụ những hang động quy mô lớn như Hệ thống hang Shoryu. 

## Hình ảnh

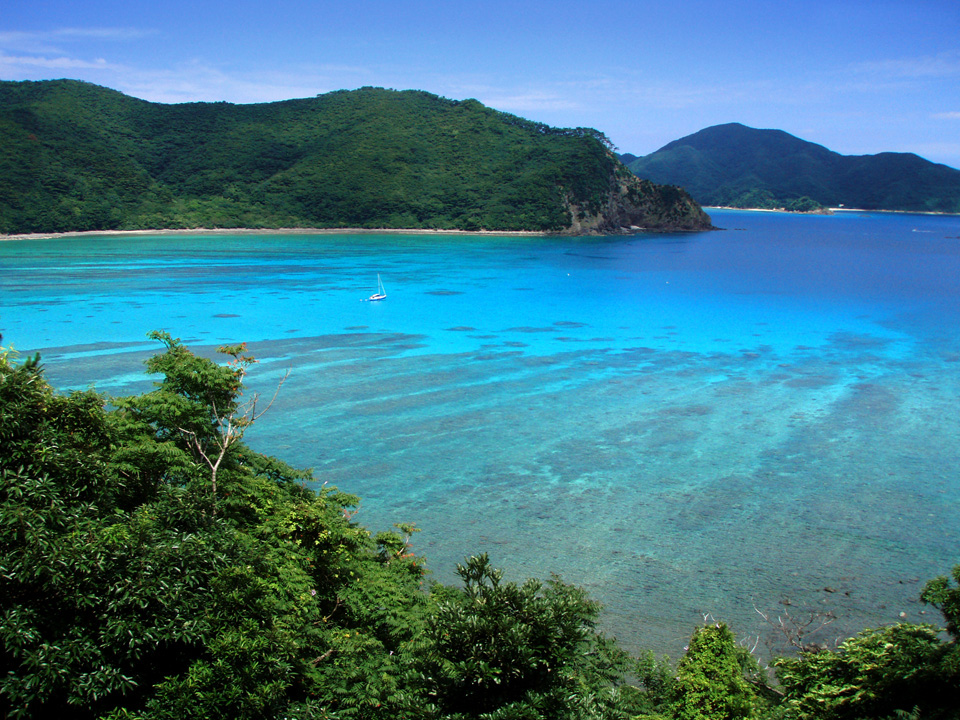
Quang cảnh Vịnh Katetsu từ điểm quan sát tại mũi Manenzaki ở Amami Ōshima.
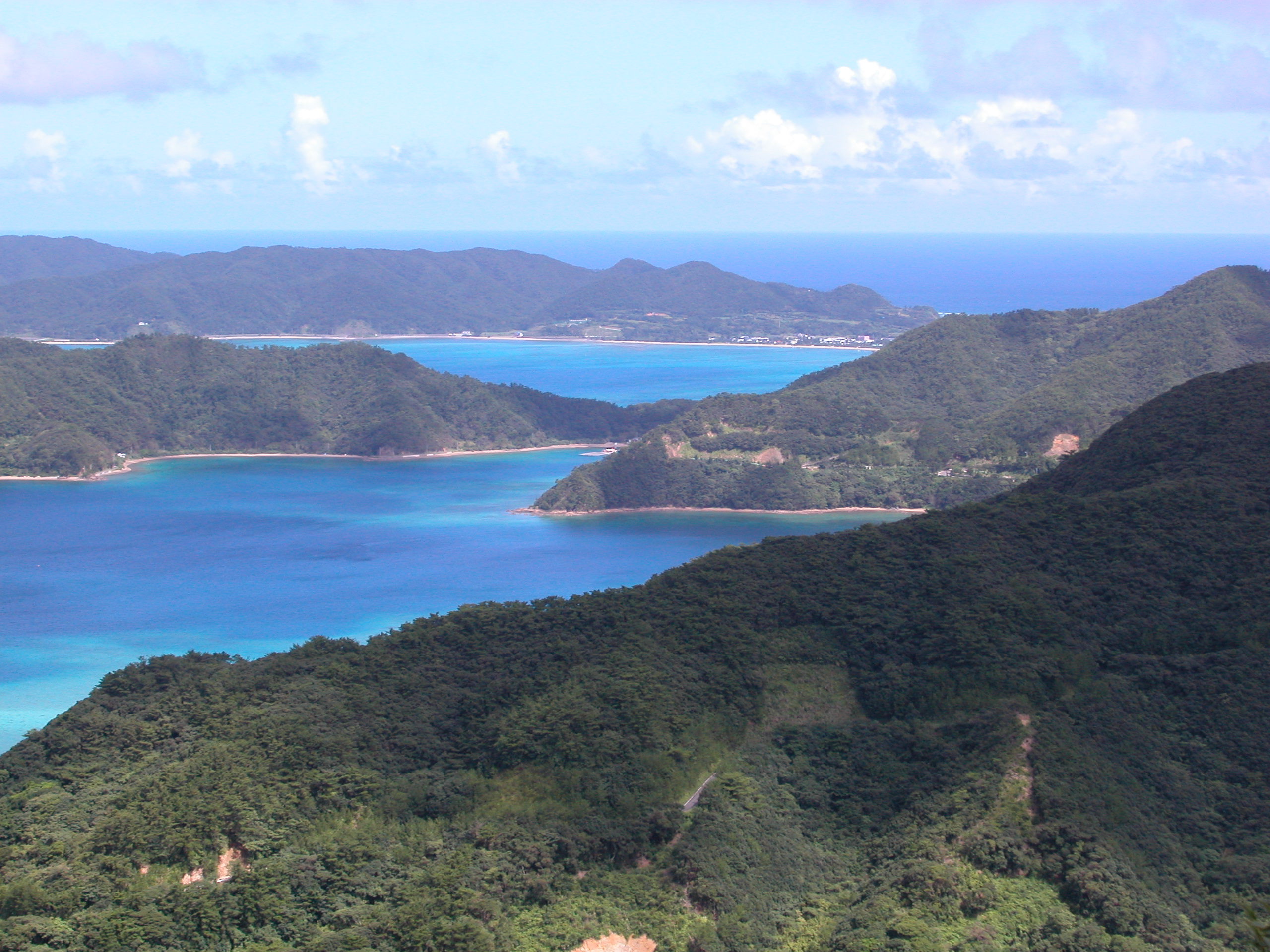
Bờ biển Amami Ōshima
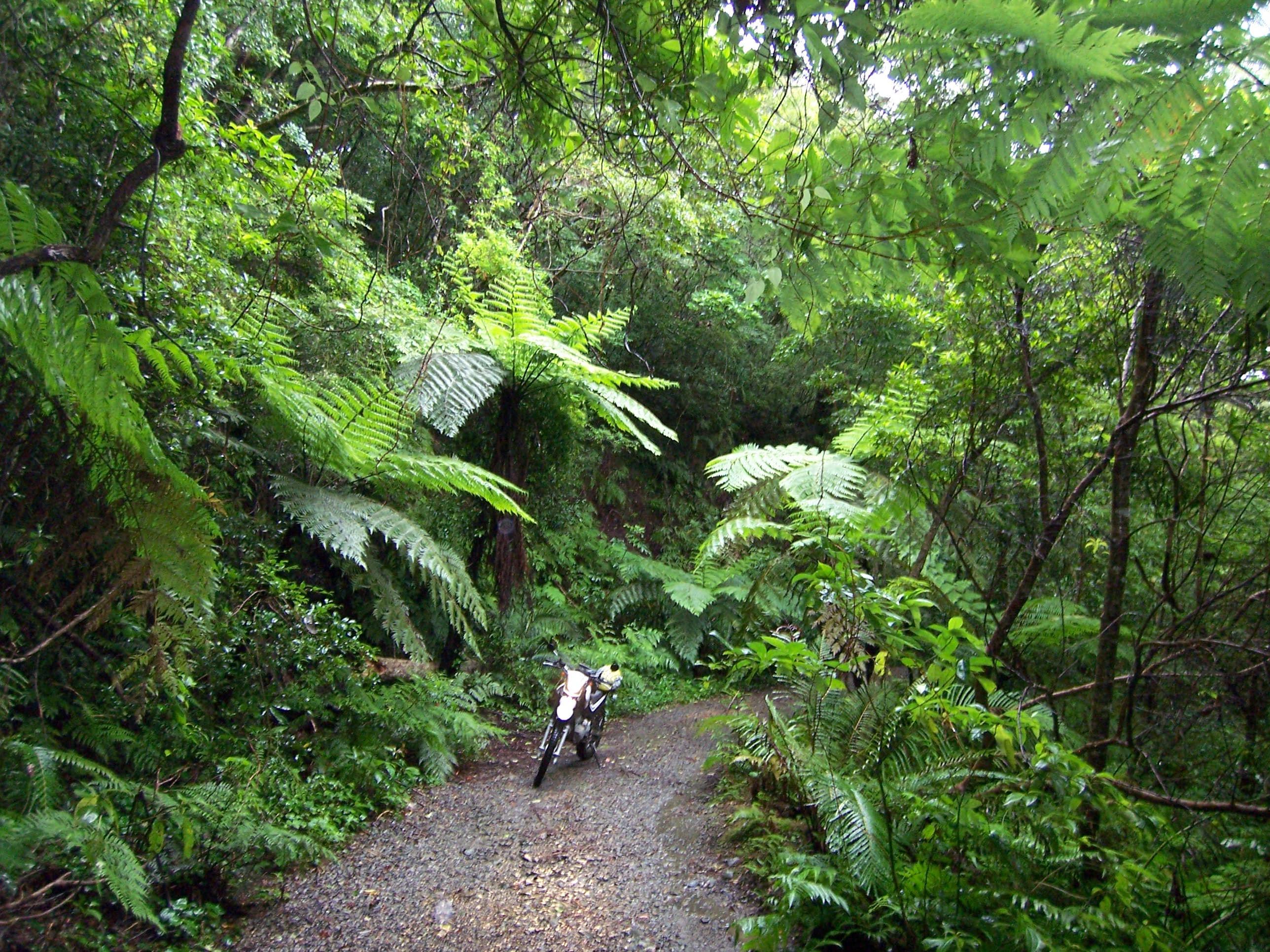
Rừng cây Kinsakubaru ở Amami Ōshima
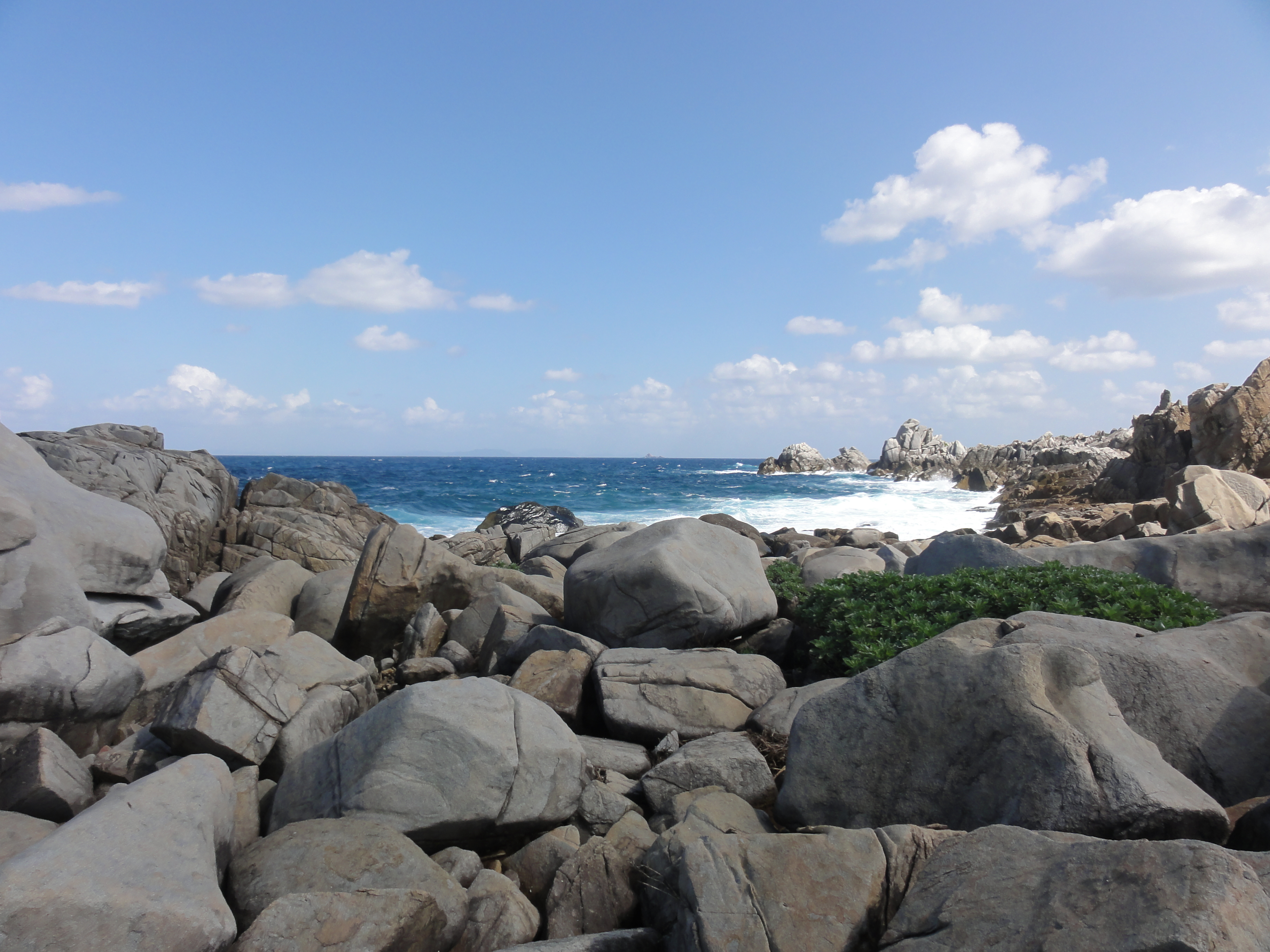
Đảo Tokunoshima
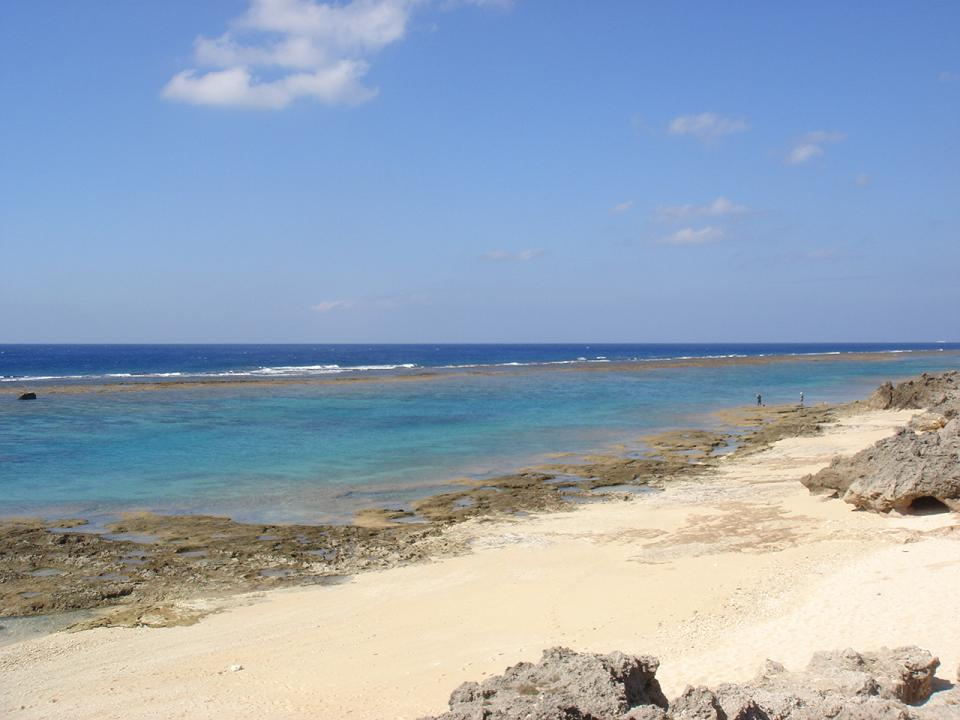
Một bãi biển trên Okinoerabujima